# Parabola dei fanciulli in piazza
La parabola dei fanciulli in piazza è una delle parabole di Gesù, contenuta nel Vangelo secondo Matteo e dal Vangelo secondo Luca.

## Racconto evangelico
Parlando degli ebrei suoi contemporanei, Gesù fa l'esempio di fanciulli seduti nella pubblica piazza, che dicono ai compagni: «Vi abbiamo suonato il flauto e non avete ballato, abbiamo cantato un lamento e non avete pianto».

## Significato
Tra i giochi che i fanciulli praticavano nelle piazze mentre i loro genitori facevano acquisti al mercato o cercavano lavoro c’erano le rappresentazioni di un ballo nuziale e di un funerale. I fanciulli seduti nella piazza del mercato rappresentano Gesù e Giovanni Battista, mentre i loro compagni rappresentano i farisei e i capi religiosi ebrei. Giovanni aveva invitato il popolo a pentirsi e a fare penitenza per i propri peccati e per dare l’esempio non beveva vino e conduceva una vita austera (da qui l’allegoria del funerale), ma non era stato preso sul serio. Gesù aveva annunciato la buona novella, con promesse di gioia per i credenti (da qui l'allegoria del ballo nuziale); lui stesso aveva un atteggiamento libero e gioioso (l'opposto di quello di Giovanni), beveva vino e mangiava insieme ai peccatori, ma neanche lui era stato preso sul serio. Giovanni era stato considerato un indemoniato, Gesù era considerato un mangione e un beone.